# Further Instructions (Izgubljeni)
"Further Instructions" je 52. epizoda televizijske serije Izgubljeni i treća epizoda treće sezone serije. Prvi puta je emitirana 18. listopada 2006. godine na televizijskoj mreži ABC. Epizodu su napisali jedan od voditelja serije Carlton Cuse i izvršna producentica Elizabeth Sarnoff, a režirao ju je Stephen Williams.
Radnja serije prati preživjele putnike zrakoplovne nesreće leta Oceanic 815 koji se na putu od Sydneyja do Los Angelesa srušio na tajanstveni tropski otok negdje u južnom Pacifiku. U ovoj epizodi, John Locke (Terry O'Quinn) oporavlja se od implozije okna te spašava Mr. Ekoa (Adewale Akinnuoye-Agbaje) od polarnog medvjeda. Lik Lockea pratimo i u radnji koja se zbiva prije dolaska na otok.
Epizoda Further Instructions označila je povratak prijašnjeg člana glavne glumačke postave Iana Somerhaldera. Također je to bila prva epizoda u kojoj su se pojavili likovi Nikki i Paulo (Kiele Sanchez i Rodrigo Santoro) koji su ubačeni u jeku kritiziranja serije čija se radnja do tada fokusirala samo na 15 preživjelih likova. Epizodu je gledalo prosječno 16,31 milijun ljudi u SAD-u tijekom njezinog originalnog emitiranja. Sama epizoda dobila je pomiješane kritike televizijskih kritičara.

## Radnja

### Prije otoka
John Locke je član komune u okrugu Humboldt (Kalifornija). Članove komune smatra svojom novom obitelji. Jednoga dana Locke pokupi mladog autostopera imena Eddie Colburn (Justin Chatwin) koji mu govori da napušta svoj dom. Eddie se pridružuje komuni i nakon šest tjedana upita Lockea zašto mu nikad nije dozvoljeno da vidi što se događa u staklenoj bašti (u koju je vidio da odlazi mnogo gnojiva). Eddie izražava svoje nezadovoljstvo zbog toga što ga se drži po strani te govori Lockeu da je složan s tim da "digne u zrak štogod oni namjeravaju dignuti u zrak". Locke mu se na to nasmije i kaže da će razgovarati s vođama komune, Mikeom (Chris Mulkey) i Jan (Vigrinia Morris).
Nakon što uđe u staklenu baštu u kojoj sada vidimo da se uzgaja marihuana, Locke pronalazi Mikea i Jan koji se intenzivno pripremaju pobjeći. Okrivljuju Lockea što je doveo Eddieja za kojeg su otkrili da je zapravo policajac na tajnom zadatku. Locke im obećava da će riješiti situaciju. Odvodi Eddieja u lov te uperi u njega pušku. Eddie mu kaže da je Locke izabran zbog svog psihološkog profila te napominje da je bio "pogodan za prisilu". Eddie odlazi, govoreći Lockeu da ga neće upucati u leđa zbog toga što je "dobar čovjek", premda Locke inzistira na mišljenju da je on zapravo lovac, a ne farmer.

### Na otoku
John Locke budi se usred džungle i vidi potpuno golog Desmonda Humea (Henry Ian Cusick) koji trči; Locke ne može pričati. Uskoro na njega skoro padne štap Mr. Ekoa (Adewale Akinnuoye-Agbaje). Unutar Ekove crkve, Locke izgradi kućicu i nagovori Charlieja Pacea (Dominic Monaghan) da ju čuva. Nakon toga Locke uzima halucinogene droge i ulazi u kućicu kako bi "razgovarao s otokom". Tamo mu se pojavljuje duh Boonea Carlylea (Ian Somerhalder) koji mu "pomaže pronaći svoj put kako bi ponovno okupio obitelj". Locke se ispričava za dan kada je Boone umro, a ovaj prihvaća ispriku, iako pomalo sarkastično. Lockeove halucinacije ga odvode do aerodroma u Sydneyju. Boone gura Lockea u invalidskim kolicima preko aerodroma te mu govori da je netko u "ozbiljnoj opasnosti". Locke vidi ostale preživjele, a Boone mu govori da mora "počistiti vlastiti nered". Uskoro Locke pronalazi Ekoov štap prekriven krvlju i Boone mu govori da "ga oni imaju i da nema puno vremena". Nakon izlaska iz kućice, Locke vidi viziju polarnog medvjeda. Uskoro ponovno dobije dar govora i kaže Charlieju da odlazi spasiti Mr. Ekoa.
Locke i Charlie tragaju za Ekoom za kojeg Locke vjeruje da se nalazi u nekoj od pećina polarnih medvjeda. Zastaju na mjestu gdje je okno implodiralo. Nailaze na Huga "Hurleyja" Reyesa (Jorge Garcia) koji im govori da su Jack, Kate i Sawyer oteti od strane Drugih te da je "Henry Gale" njihov vođa. Vraćajući se sam natrag u kamp, Hurley pronalazi Desmonda golog i daje mu svoju majicu. Desmond mu govori da je elektromagnetska anomalija najvjerojatnije uništena, a Hurley ga pita zašto on nije mrtav. Desmond mu spominje Lockeov govor i njegov plan za spašavanje Jacka Shepharda, Kate Austen i Jamesa "Sawyera" Forda. Međutim, Hurley ne zna o kojem govoru ovaj priča, budući Locke tek treba održati bilo kakav govor. Desmond ostaje zbunjen.
U međuvremenu Locke pronalazi pećinu polarnog medvjeda i spašava Ekoa. Dok Charlie donosi vodu iz obližnjeg potoka, Locke se ispričava onseviještenom Ekou za svoj nedostatak vjere. Eko se nakratko budi i govori Lockeu da mora spasiti Jacka, Kate i Sawyera. Nakon povratka u kamp, Hurley informira ostale da su Jack i ostali oteti. Kao objašnjenje, Locke uvjerava ostale preživjele da planira spasiti Jacka, Kate i Sawyera - upravo onako kako je Desmond ranije rekao Hurleyju da će se dogoditi. Hurley ostaje zbunjen i Charlieju govori da ima deja vu.

## Produkcija
Epizodu Further Instructions napisali su jedan od voditelja serije Carlton Cuse i izvršna producentica Elizabeth Sarnoff, a režirao ju je Stephen Williams. Iako je ovo bila treća po redu emitirana epizoda treće sezone serije, Further Instructions bila je zapravo prva epizoda čija se radnja bavila likovima koji su ostali na plaži na kraju druge sezone serije te prva epizoda koja je objasnila što se dogodilo s oknom nakon finala prethodne sezone. Prije početka emitiranja treće sezone serije, televizijska mreža ABC pokušala je otkriti što manje detalja o njezinoj radnji. Jedan od detalja koji su bili otkriveni je povratak glumca Iana Somerhaldera. Somerhalder, prijašnji član glavne glumačke postave, u ovoj epizodi je kreditiran kao gostujući glumac koji je portretirao svoj lik Boonea Carlylea u Lockeovim halucinacijama (budući je njegov lik zapravo umro tijekom prve sezone serije). Gostujući glumac Justin Chatwin ovom je epizodom ostvario svoj prvi i jedini nastup u seriji. Ostali gostujući glumci uključivali su Vigriniju Morris i Chrisa Mulkeyja kao vođe komnue Jan i Mikea te Dion Donahue kao Kim. Polarnog medvjeda uglavnom je "glumio" Jonathan Arthur koji je nosio veliko odijelo.
Glumci Kiele Sanchez i Rodrigo Santoro prvi puta u seriji pojavljuju se upravo u ovoj epizodi kao Nikki i Paulo. Prije početka emitiranja treće sezone, producenti serije učestalo su bili pitani što se događa s ostalim preživjelima budući se radnja uglavnom koncentrira na 15 preživjelih s leta; likovi Nikki i Paulo kreirani su upravo iz tog razloga. Reakcije na nove likove bile su uglavnom negativne zbog njihovog naglog uplitanja u radnju serije. Iako je prvotno bilo zamišljeno da njihovi likovi imaju drugačije prvo pojavljivanje, ta je scena u finalnoj verziji epizode izbačena. Originalno je njih dvoje trebala pronaći Claire Littleton u Jackovom šatoru kako se seksaju sredinom epizode. Međutim, umjesto toga njih dvoje se prvi put pojave pred kraj epizode kada Locke drži svoj govor. Izbačena scena nalazi se kao poseban dodatak na DVD izdanju treće sezone. To DVD izdanje također sadrži još jednu izbačenu scenu u kojoj se Locke vraća u komunu gdje vidi da Mike i Jan bivaju uhićeni.

## Kulturne reference
Hurley se boji da je implozija okna pretvorila Desmonda u Hulka, lika iz svijeta Marvel Comics koji se pretvara u veliko i zeleno čudovište. Na štapu Mr. Ekoa vidljivi su citati iz Biblije te Hurleyjevi brojevi. Dominic Monaghan kao svoj like Charlie u sceni u kojoj pokušava otkriti s kim Locke pokušava komunicirati kaže: "Drveća? Da, čuo sam da su ona odlična u razgovoru", što je direktna referenca na Monaghanov lik u Gospodaru prstenova koji priča s drvećem.

## Gledanost i kritike
Epizoda Further Instructions trebala je originalno biti emitirana 11. listopada 2006. godine, ali je naknadno zamijenila mjesta s drugom epizodom - "The Glass Ballerina". Tijekom originalnog emitiranja 18. listopada 2006. godine u SAD-u na televizijskoj mreži ABC, epizodu Further Instructions gledalo je otprilike 16,31 milijun ljudi.
Epizoda je dobila pomiješane kritike televizijskih kritičara. Chris Carabott iz IGN-a napisao je da je epizoda "bila zabavan sat televizijskog programa. Svakako nudi nešto uzbudljivosti, ali kao što je tipično za većinu epizoda serije Izgubljeni, opet imamo više pitanja nego odgovora". Carabott ju je također proglasio pomakom naprijed u odnosu na prethodnu epizodu The Glass Ballerina. Andrew Dignan iz časopisa Slant izrazio je svoje olakšanje s povratkom Lockea "onakvog kakvog smo ga upamtili - dobronamjernog luđaka", ali mu se nije svidjela radnja koja se događa prije otoka nazivajući ju "uvelike nerazvijenom". Dignan je također nahvalio povratak Hurleyja u kamp te prozvao njegov lik "onime koji će seriju držati čvrsto na zemlji" te u svojoj kritici zaključio naglo pojavljivanje Nikkija i Paula kao "kolosalne promašaje producenata".
U svojoj kritici za Entertainment Weekly Christine Fenno je napisala da je epizoda imala "krivi početak", ali da je svejedno "uživala u halucinogenim mjestima na koja su nas pisci odveli". Iako joj se nisu svidjele scene s Charliejem i Lockeom, Fenno je zakljčila je epizoda "pronašla svoj smisao" nakon što je Locke ušao u trans te posljednju scenu između Eddieja i Lockea proglasila "najjačim trenutkom epizode". The Record je epizodi dao negativnu kritiku uz opasku: "Nažalost, Instructions se čini praznijom od prethodne epizode. Činila se nepovezanom i prepunom rupa te nije dala previše informacija o bilo čemu." U kritici iz 2008. godine Ryan McGee iz Zap2It da je epizodi još jednu negativnu kritiku te ju smatrao najlošijom od prve tri epizode treće sezone.

## Vanjske poveznice
- "Further Instructions" na ABC-u